# Čerín
Pour l’article homonyme, voir Čerin.
Čerín (allemand : Fanischhain ,hongrois : Cserény) est un village de Slovaquie situé dans la région de Banská Bystrica.

## Histoire
Première mention écrite du village en 1300.

## Démographie

### Évolution de la population
| Année:               | 1994. | 2004.    | 2014.   | 2024.   |
| -------------------- | ----- | -------- | ------- | ------- |
| Nombre de personnes: | 397   | 437      | 459     | 446     |
| Différence:          |       | +10,07 % | +5,03 % | -2,83 % |

| Année:               | 2023. | 2024.   |
| -------------------- | ----- | ------- |
| Nombre de personnes: | 456   | 446     |
| Différence:          |       | -2,19 % |